# TIMP2
TIMP2 (англ. TIMP metallopeptidase inhibitor 2) – білок, який кодується однойменним геном, розташованим у людей на короткому плечі 17-ї хромосоми. Довжина поліпептидного ланцюга білка становить 220 амінокислот, а молекулярна маса — 24 399.
| 10         |  | 20         |  | 30         |  | 40         |  | 50         |
| ---------- |  | ---------- |  | ---------- |  | ---------- |  | ---------- |
| MGAAARTLRL |  | ALGLLLLATL |  | LRPADACSCS |  | PVHPQQAFCN |  | ADVVIRAKAV |
| SEKEVDSGND |  | IYGNPIKRIQ |  | YEIKQIKMFK |  | GPEKDIEFIY |  | TAPSSAVCGV |
| SLDVGGKKEY |  | LIAGKAEGDG |  | KMHITLCDFI |  | VPWDTLSTTQ |  | KKSLNHRYQM |
| GCECKITRCP |  | MIPCYISSPD |  | ECLWMDWVTE |  | KNINGHQAKF |  | FACIKRSDGS |
| CAWYRGAAPP |  | KQEFLDIEDP |  |            |  |            |  |            |

A: Аланін

C: Цистеїн

D: Аспарагінова кислота

E: Глутамінова кислота

F: Фенілаланін

G: Гліцин

H: Гістидин

I: Ізолейцин

K: Лізин

L: Лейцин

M: Метіонін

N: Аспарагін

P: Пролін

Q: Глутамін

R: Аргінін

S: Серин

T: Треонін

V: Валін

W: Триптофан

Кодований геном білок за функціями належить до інгібіторів протеаз, інгібіторів металоферментів. 
Білок має сайт для зв'язування з іонами металів, іоном цинку. 
Секретований назовні.